# Nokia 8210
El Nokia 8210 va ser un model de telèfon mòbil fabricat per la companyia Nokia. L'any 1999, quan es va començar a vendre va ser el mòbil més lleuger i petit del mercat. L'argument de venda es basava en el disseny i en la personalització atès que el seu propietari podia comparar-se carcasses de tota mena. Era també un dels mòbils més resistents, vint vegades més que els models d'iPhone o Samsung Galaxy. El mòbil va començar a passar de moda amb l'arribada dels smartphones. Degut al fet que aquests mòbils no permetin el seguiment a distància de l'usuari, com sí que és el cas amb els smartphones, l'any 2015 es va detectar que hi havia traficants de droga que els utilitzaven per no fer-se enxampar.